# Bohumil Mořkovský
Bohumil Mořkovský (Valašské Meziříčí, República Checa, 14 de diciembre de 1899-ibídem, 16 de julio de 1928) fue un gimnasta artístico checoslovaco, especialista en la prueba de salto de potro con la que consiguió ser medallista de bronce olímpico en París 1924.

## Carrera deportiva
En las Olimpiadas de París 1924 gana el bronce en salto de potro, quedando situado en el podio tras el estadounidense Frank Kriz y su compatriota el también checoslovaco Jan Koutný.